# Literatura starověkého Řecka

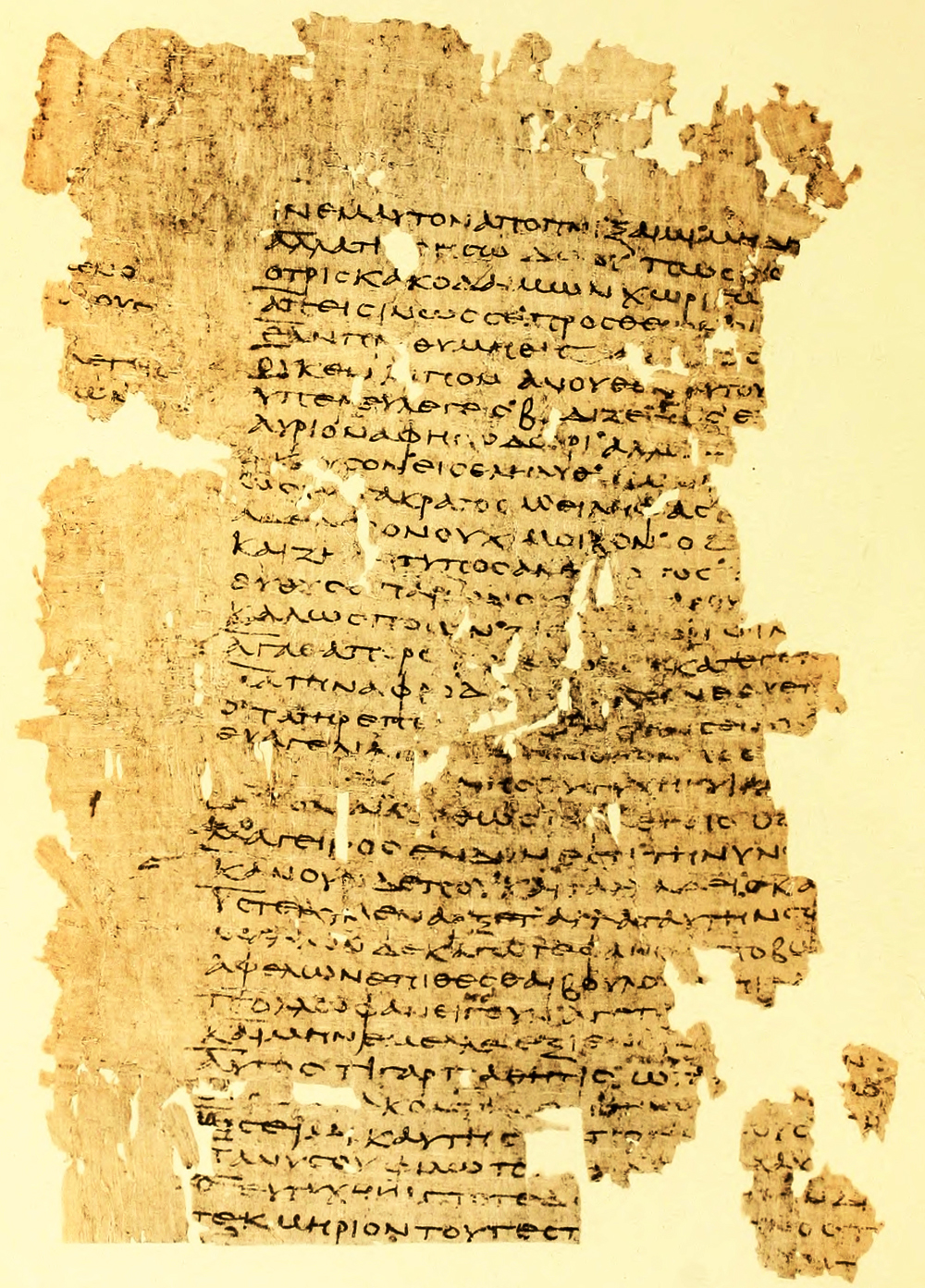
Fragment jednoho z papyrů z Oxyrhynchu obsahující pasáž z Menandra. Starověké řecké knihy byly psány na papyru.

Literatura starověkého Řecka obsahuje řecké písemné památky od nejstarších dob, tj. od 8. století př. n. l. až do roku 529, kdy Justinián I. uzavřel poslední filozofickou školu v Athénách. Tyto památky jsou psány několika dialekty, které se souhrnně označují jako starořečtina.
U řecké literatury je značný problém vymezit co patří do literatury řecké a co do literatury římské, protože řada Řeků byla odvedena do římské říše, kde napsala většinu svých děl. U takovýchto spisovatelů se lze setkat s řazením do obou literatur. Nejčastěji bývá tvorba dělena podle jazyka jakým daný spisovatel psal. Toto rozdělení má některé nevýhody, protože někteří autoři sice psali řecky, ale styl jejich děl spadá spíše do římské literatury.

## Vlivy
Tato literatura je nejstarší evropskou literaturou a jako taková dala základ evropskému stylu literatury. Ačkoliv lze v řecké literatuře najít řadu převzatých prvků, jako celek je považována za původní a řečtí autoři vytvořili základní žánry evropské literatury. Tento základ později převzali a obohatili Římané a spolu s Řeky tak vytvořili antickou literaturu, která dala základ evropské kultuře. Již v řecké, převážně však až v římské literatuře se objevují problémy na než naráží celá evropská literatura a divadlo dodnes. Co se vlivu týče je nutné upozornit především na Thráky, jejichž vliv na homérské hymny je nesporný. Dalším logickým prvkem, který velmi ovlivnil počátky řecké literatury byla řada vznikajících náboženských kultů (Zeus, Apollón, atp.), zde se také neuplatnily pouze řecké vlivy. Řekové původ těchto hymnů odvozovali od bájných a mytických pěvců jako byli Filammón, Orfeus, Linos, atd. V pozdější době se dokonce objevilo několik podvrhů jejich údajných literárních děl.

## Typické prvky
V řecké literatuře se setkáváme s několika typicky řeckými rysy, jedním z nich je to, že jednotliví spisovatelé produkovali díla pouze jednoho žánru, takováto specializace, především v počátcích literatury je relativně netypická, lze z toho usuzovat, že spisovatelé nebyli profesionálové a že literatura nebyla, alespoň v počátcích, provázána se státní mocí. Literatura je pojímána jako druh recitace, zpěvu a později i divadla, čili nebyla zaměřena pouze na určitou (gramotnou) část populace, ale prakticky na všechny lidi. Tyto zvyky byly opuštěny až v helénismu, kdy do řecky psané literatury vstoupila velká část vzdělaného světa a řečtina se stala jazykem vzdělanců. Zvláštností této literatury je také velká provázanost s filozofií, jejíž vliv se neprojevuje pouze ve vědeckých spisech, ale i v poezii a ostatních literárních oborech.
V Řecku se stalo zvykem, že při mnoha událostech (např. náboženských oslavách) byly vyhlášeny soutěže, kde byli nejúspěšnější autoři, zpěváci, tanečníci atp. odměňováni různými cenami. Tyto ceny byly velmi prestižní a spisovatelé si jich velmi cenili.

## Dělení literatury antického Řecka

### Archaické období
Toto období bývá také nazýváno předattické. Jeho časové vymezení se velmi odlišuje a ve starší literatuře nebývá vůbec. Za jeho počátek se shodně označuje Homérova tvorba, tzn. 8. století př. n. l.. Tento počátek je odvozen od prvních dochovaných literárních děl, nicméně panuje shoda, že sem lze započítat i předhomérské literární památky, které se sice nedochovaly, ale je patrné, že minimálně v ústní podobě, existovaly. Jednalo se především o různé zpěvy aoidů (pěvců). Za konec tohoto období bývá zpravidla považováno 6. století př. n. l., tj. zhruba Ezopova tvorba. Lze se setkat s posunem o sto let oběma směry. Literárně má ukončení tohoto období Ezopem výhody, protože po tomto období u Řeků nastal rozvoj dramatické tvorby. Historicky je logický o posun tohoto období do 7. století př. n. l., neboť v tomto století byly ukončeny společenské změny.
Pro toto období je typická jazyková roztříštěnost děl, to bylo způsobeno dvěma základními faktory. Prvním z nich je roztříštěnost Řeků na jednotlivé kmeny a jejich odlišná mentalita a druhým jsou možnosti jednotlivých jazyků, respektive nářečí. Lze tvrdit, že jednotlivá nářečí byla literárně schopna obstát pouze v té oblasti, která vyhovovala danému kmenu. Základními nářečími byla iónština, dórština, lesbijská aiolština, a attičtina. Iónštinou byla psána většina hrdinských eposů, typickým příkladem je Homér. Dórské nářečí se projevilo především ve sborové lyrice a jeho vliv tedy směřoval spíše ke zpěvu. Lesbijská aiolština pochází z ostrova Lesbos a projevila se především v tvorbě básnířky Sapfó a Alkaia. Tito dva básníci měli na další tvorbu nemalý vliv, proto se toto nářečí v literární formě starořečtiny odrazilo poměrně silně. Attičtina se prosadila především v próze. Nezanedbatelný je i její vliv na drama, kde se využívala díky její vhodnosti pro dialog. Prakticky lze tvrdit, že v tomto období byl položen základ všech řeckých stylů a druhů literatury. Ty se samozřejmě v dalších obdobích rozvíjely a vyvíjely do dalších specifických útvarů. Problémem je, že především z období počátků se zachovalo velmi málo děl a je tedy dost těžké hledat literární kořeny jednotlivých děl.
Jako první se začala prosazovat epická tvorba, kde se prosadil nejen doposud neprokázaný Homér, ale i nejstarší prokazatelně existující řecký spisovatel - Hésiodos. Ten ve svém díle Theogonia vylíčil řecké bohy a vznik a vývoj světa. Vliv Homéra na řecký epos byl skutečně dominantní, a proto mu časem byla přisuzována celá řada později vzniklých děl, např. satirická báseň Margités, která byla napsána v tomto období. V pohomérském období epos napodoboval Homérovu tvorbu, díky čemuž se rozšířil hexametr. Epos se postupně měnil a záliba v historii světa ho přiblížila až ke kronice – v této podobě se někteří básníci pokusili obsáhnout celou historii světa. K již populárním trojským pověstem se přidaly ještě další eposy obsahující mýty thébské a dalších významných měst. Právě tímto způsobem vznikla nejen Hésiodova Theogonia, ale i Titanomachia, Danais, Oidipodeia, Thébais, Epigonoi, či Kypria, za jejíhož autora bývá považován Kypriás z Halikarnassu nebo Stasínos z Kypru anebo Hégésínos ze Salamíny. Tyto básně jsou jakousi obdobou Iliady, ale neudržely její kvalitu. Kypria je dějově posunuta před Iliadu a bývá datována do 7. století př. n. l.. V 8. století př. n. l. vzniklo i pokračování Iliady - Aithiopis. Autorem tohoto eposu je Arktínos z Mílétu. Dále pak vznikla tzv. Malá Ilias, jejímž autorem je Leschos z Mytiléné. K tomuto tématu se v různých obdobách řečtí spisovatelé vraceli (např. Hagias z Troizenu, Eugammon z Kyrény). Ačkoli žádný již nezopakoval úspěch Homéra či Hésioda, přesto tito spisovatelé dále rozvíjeli řeckou mytologii a ovlivnili tak evropskou kulturu.
Vyjma Hésioda byla cílem této literatury zábava. Hésiodos měl v úmyslu sepsat knihy pro poučení. Tím se Hésiodos odlišoval od Homérské školy. Také na něj navázalo mnoho autorů, kteří rozvíjeli jeho genealogie bohů a další myšlenky. Podobným stylem jako díla Hésiodova je psáno značné množství básní (např. Ornithomanteia, Astronomia). Theogonii jsou velmi podobné tzv. Eoie, ale i některá ztracená díla Kerkopa z Milétu (Aigimios) či celá řada děl neznámých autorů (např. Svatba Kéykova).
Mimo tzv. hésiodovské genealogie vznikla i díla Karkina, Euméla z Korintu, Kinaithóna z Lakedaimonu či Asia ze Samu. Většina výše zmíněných autorů tvořila v průběhu 7. století př. n. l..
Na přelomu 8. a 7. století př. n. l. se postupně začala prosazovat i lyrika, která postupně zatlačila epiku na okraj zájmu. Lyrická tvorba se na rozdíl od epické vyjadřovala k aktuálním událostem. Tento druh poezie byl zpíván nebo recitován, a to v doprovodu tehdejších hudebních nástrojů, nejčastěji lyry, popř. píšťaly. Lyriku tohoto období lze dělit několika způsoby. Nejčastěji bývá dělena na: elegickou (tj. s vážnou), jambickou (tj. vyjadřující se, zpravidla kriticky, ke společenským událostem) a melickou (tj. pocitovou, subjektivní). Dalším typickým dělením je dělení nikoli podle obsahu, ale podle způsobu přednesu na sborovou či monodickou. I s tímto druhem literatury byla původně spojena hudba a někdy dokonce i tanec, ale postupně docházelo k jejich oddělování a koncem 7. století př. n. l. již byla lyrika recitována zcela bez hudby. Za posledního významného básníka, který skládal pro recitaci s hudbou, je považován Archilochos.
Co se tohoto způsobu recitace týče, tak v počátcích lyrické poezie byl velmi oblíben a nazýval se parakatalogé. Dělil se podle doprovodu na kitharódii (strunné hudební nástroje) a aulódii (dechové hudební nástroje). Oba tyto doprovody mohly být buď jednohlasé (tzv. monódia) nebo vícehlasé (tzv. choros). Básník byl nejen autorem textu, ale i hudby a v případě tanečního doprovodu i choreografem.
Lyriku lze poměrně dobře rozdělit podle nářečí, neboť v jednotlivých oblastech byly populární jiné druhy lyrické poezie. Dórské nářečí převažuje ve sborové lyrice, iónské pak v elegii a jambu (Anakreón). Zajímavý je vliv Alkaia a Sapfó, kteří psali v aiolském nářečí.
Lyrika se vyvinula z lidové a hymnické poezie. Za nejstarší odvětví bývá označován nomos (nápěv), který koncem 8. století př. n. l. začal rozvíjet Olympos z Frygie a později i Terpandros z Lesbu a Polymnastos. Vrcholná díla vznikla až koncem tohoto období, kdy tvořili Echembrotos a Sakadas.
V lyrice lze vyčlenit několik základních proudů:
1. Elegie, zde lze opět vydělit několik druhů. Elegie měla ve svých počátcích dost truchlivý charakter (tzv. elegie thrénódická), který později přešel do mnoha druhů, proto lze v řecké literatuře najít elegie válečné, politické, mravoučné, či filozofické ty pak označujeme jako elegie gnómické a parainetické. Tento přechod do osobního rázu vedl ke vzniku elegií erotických. To samozřejmě posunulo její truchlivý charakter, který se měnil podle daného typu elegie. Pravděpodobně prvním významnějším autorem elegií byl Kallínos z Efesu, z dalších jmen působících v této době je třeba zmínit Solóna a Theognida Megarského, Fókylida, Archilocha. Dalším vývojem se z elegie vyvinul epigram (tj. nápis; např. náhrobní), v této oblasti se proslavil Simónidés z Keu a politicky angažovaný Tyrtaios ze Sparty (Sparta).
2. Jambická poezie, jedná se o původně jónskou poezii, která měla satirický charakter a vznikla z ledových popěvků na náboženských slavnostech spojených s bohyní Démétér. Do poezie tento styl zavedl Archilochos z Paru, dále se tímto stylem proslavili ještě Sémonidés z Amorgu, Hippónax z Efesu a Ananios.
3. Melická poezie (zpívaná), tato poezie se samozřejmě od jambů a elegie značně liší, protože musí dodržovat jiný druh rytmu. Většina těchto písní spadá do milostné lyriky, přesto lze najít i politické a pijácké básně tohoto typu. Tento druh poezie pravděpodobně vznikl na ostrově Lesbos. Nejznámějšími představiteli jsou Alkaios a Sapfó. V iónském prostředí se tato poezie posunula z vážného stylu do spíše erotické polohy (Anakreón z Tea). Tento typ poezie se v řecké literatuře objevoval v určitých periodách a víceméně vždy navazoval na Sapfó a Alkaia (Myrtis, Erinna, atd.). V tomto období se tímto stylem proslavila řada básníků, např. Alkmán, Bakchylidés, Ibykos, Pindaros, Simónidés a Stésichoros.
4. Sborová lyrika lze v ní vidět dva základní proudy tj. světskou a náboženskou. Dále ji lze dělit nejen podle textu, ale i podle způsobu užití, zde lze vydělit paján (spojeno s Apollónovým kultem), hyporchému (taneční zpěv), prosodion (průvodní zpěv), partheneion dívčí zpěv, hymnos a dithyrambos (spojeno s kultem Dionýsa), dále pak světský svatební zpěv hymenaios a epithalamion, smuteční thrénos, hodovní skolion. Sborová lyrika vznikla zhruba v polovině 7. století př. n. l. a za její první autory jsou považovány Thalétas z Kréty a Alkmán ze Sard. Největšího rozmachu dosáhla ve Spartě, kde působil mj. i Arión z Methymny. K dalšímu rozvoji sborové lyriky došlo až v následujícím období.

### Attické období
Attické je poměrně krátké období, které začíná v 5. století př. n. l. a končí roku 323 př. n. l.. Rok 323 př. n. l. je rok, kdy zemřel Alexandr Makedonský, ačkoliv nelze říci, že by se tato událost v literatuře odrazila ihned, lze v této době hledat předěl v myšlení Řeků, který se v literatuře odrazil velmi výrazně. Další změnou, která nastala po smrti Alexandra Makedonského, byl fakt, že řecká literatura se přestala týkat pouze Řecka, ale stala se jazykem vzdělanců.
Kolem roku 500 př. n. l. se nejvýznamnějším kulturním střediskem Řecka staly Athény a po jejich vzoru se po celém Řecku začalo rozvíjet drama.
Drama bylo spojením lyriky i epiky, navíc k nim přibyla hudba, zpěv a tanec a důraz na mimiku. Drama se nejdříve hrálo na Dionýsových slavnostech. Stálé divadlo vzniklo až v Athénách ve 4. století př. n. l. v době řečníka Lykúrga. Řecké drama má dva hlavní a jeden poněkud opomíjený žánr:
1. tragédii, která se vyvinula z dithyrambu. Tragédie byla nejprve populárnější a zabývala se především tragickými příběhy z mytologie. O počátcích tragédie je toho známo velmi málo, ví se, že pravděpodobně prvním autorem byl Thespis, který zavedl herce. Dále v začátcích působili Choirilos, Pratinas a Frýnichos. Velký rozkvět tragédie zahájil Aischylos, který zavedl druhého herce, poté Sofoklés zavedl třetího herce. Dalším významným tragikem byl Euripidés, tito tři nejznámější řečtí autoři tragédií dali tragédii formu na dlouhou dobu. Dalšími významnými autory této doby byli Euforión, Iofón, Sofoklés mladší, Aristarchos z Tegee, Ión z Chia, Achaios z Eretrie, Xenoklés, Karkinos, Agathón, Astydamas, Astydamas mladší, Moschión.
2. Komedii, vývoj komedie je poněkud složitější než je tomu u tragédie, obecně se soudí, že se vyvinula z veselých průvodů (kómův) a popěvků dionýsovských. Toto tvrzení však nelze brát obecně, protože počátky lze hledat i v Megaře, kde však nedošlo k rozvoji komediálních prvků. První kdo se začal zabývat komedií byl v 6. století př. n. l. Susarión, ale ke skutečnému prosazení komedie došlo až zhruba o sto let později. Za zakladatele dórské komedie pak bývá označován Epicharmos z Kosu spolu s Formisem a Deinolochosem, dórská komedie přerostla v tzv. mimos, kterému se věnoval Sófrón a Xenarchos, tento literární žánr se udržel i v pozdější době. V této době začala komedie nabývat na významu, jejími hlavními představiteli byli Chiónidés, Magnés a Ekfantidés, opravdového významu však komedie získala až v tvorbě Kratina, Kratésa, který upustil od osobních výpadů, a následně pak v tvorbě Ferekrata. Nejvíce se však rozvinula komedie attická, která po řecko-perských válkách získala děj. Byla zaměřena na satirickou kritiku politiky. To se stalo tvorbou Eupolise a především Aristofana, který komedii navrátil osobní a politický ráz, dalšími tvůrci byli Filippos a Araros. Po roce 400 př. n. l. se komedie zaměřila na kritiku povahových vlastností, což umožnilo odstranit sbor. Nejznámějšími představiteli tohoto typu komedie se stali Antifanés, Anaxandridés, Alexis.
3. Satirské drama, bývalo připojováno nakonec tragédie. Toto drama do Atiky přinesl z Peloponéského poloostrova Pratinas a rozvinul ho jeho syn Aristias.

Počátky řecké prózy lze hledat zhruba v 6. století př. n. l., iónové z Malé Asie začali potřebovat používat i nebásnické obraty, především k vědeckým účelům. Tak se nejstarší řeckou prózou staly prosté záznamy vítězů her, úředníků, kněží atp. Brzy se však vyčlenili základní typy řecké prózy:
1. Historická próza, první spisovatele takové prózy označujeme jako logografy, tematicky psali o založení měst, rodokmenech atp. Tyto první památky jsou bez jakéhokoli pokusu a kritické zkoumání fakt, nebo bez jakéhokoli zasazování věcí do souvislostí. K těmto zápisům byla využívána běžná iónština. Logografy lze rozdělit na starší a mladší, přičemž starší psali zcela nahodile, zatímco mladší se již pokoušeli o jakousi stylisticku. Mezi starší logografy řadíme především tyto spisovatele Kadmos z Miléta, Hekataios z Miléta, Akusilaos z Argu, Charón z Lampsaka, Theagenés z Rhégia a Skylaks z Kariandy. Mezi mladší logografy řadíme tyto spisovatele: Xanthos z Lydie, Hellanikos z Mytilény, Hippeus z Rhégia a Antiochos ze Syrakus. Za zakladatele opravdové historické prózy je pak považován Hérodotos, který se jako první pokoušel nejen o stylistiku, ale i o nějaké kritické zkoumání fakt. Tento styl nadále rozvíjel Thúkydidés. Za jeho opak lze víceméně považovat dílo Ktésias. Nejvýznamnějšími historiky 4. století př. n. l. pak byl Xenofón a Filistos ze Syrakus, Theopompos a Athanis. Zajímavá je pak Isokratova škola, jejíž představitelé se snažili dějiny různě vylepšovat (Eforos). Zvláštní kapitolu pak tvoří tzv. atthidopisci, kteří pracovali spíše kronikářským způsobem (Hellanikos, Fanodemos).
2. Rétorická próza, rétorika byla zcela doménou Athén, kde se rozvinula a stala velmi populární. Řeckou rétoriku lze rozdělit na politickou, soudní a slavnostní. Lze říci, že rétorika nejprve byla doménou státníků (např. Themistoklés, Periklés) v této době se řeči pronesené před soudem nebo sněmem nijak neuveřejňovaly a proto je znám relativně malý počet takovýchto řečí. V průběhu peloponéské války se situace začala měnit a nastal i teoretický rozvoj rétoriky. V této oblasti se proslavili nejprve sofisté (především Prótagorás z Abdér, Prodikos z Keu, Gorgiás z Leontín, mimo ně pak ještě Korax ze Syrakús a Teisias ze Syrakús. Jednu z prvních učebnic rétoriky sepsal žák Gorgiase Polos z Akraganta, která měla značný vliv na další řečníky a teoretiky. Dalšími známými řečníky byli: Likymnios z Chia, Alkidamas z Elaie, Thrasymachos z Chalkedónu, Theodóros z Byzantia. Soudní řeči proslavily Polykratése z Athén, Zoila z Amfipole. V Athénách bylo nutností obhajovat veřejně svoji věc, proto vznikli tzv. logografové, kteří se profesionálně věnovali psaní projevů (lsokratova škola). V soudních projevech se proslavili především Antifón, Andokidés, Lysias a Isaios. Za nejslavnějšího politického řečníka je považován Démosthenés. Zajímavostí je sestavení tzv. kánonu vzorných řečníků attických, který vznik v Pergamu a patřili do něj: Antifón, Andokidés, Lysias, Isaios, Isokratés, Démosthenés, Aischinés, Hypereidés, Lykúrgos, Deinarchos. Menší význam měl Polyeuktos, Hégésippos, Démadés, Pýtheás z Massalie a Démocharés.
3. Filozofická próza, tento styl prózy spadá spíše do oblasti filozofie, resp. do filozofie antického Řecka. Tento styl prózy vycházel z iónského nářečí a teprve ve 4. století př. n. l. do něj výrazněji vstoupilo nářečí attické. Prakticky celá řecká filozofie stojí na teologicko-přírodopisných úvahách. Za první spis v tomto oboru je považován Pentemychos jehož autorem je Ferekýdes ze Syru (6. století př. n. l.). Krátce poté vzniklo učení Tháleta Milétského, které mělo na další filozofii nesmírný vliv. Do jeho doby bylo kladeno všech tzv. sedm mudrců, kteří byli považováni za jakési objevitele určitých morálních a obecných zásad. Jednotlivé výklady kdo mezi ně patřil se velmi různí, ale v zásadě se opakují tato jména, kdy první tři jsou ve všech výkladech: Thalés z Milétu, Bias z Priény, Pittakos z Mytilény, Solón, Kleobúlos z Lindu, Mysón z Chén, Cheilón ze Sparty, Periandros, Anacharsis, Epimenidés. Prvními filozofy, kteří něco napsali byli Anaximandros z Miléta, Anaximenés z Miléta a Hérakleitos z Efesu. Dalším významným filozofem byl Pythagoras ze Samu, který své učení také šířil ústně, jeho tzv. Zlaté verše (Carmen aureum), jsou podvrh z pozdějšího období. Pythagorovo učení sepsal Filolaos a Archytas. Dalším výrazným proudem řecké filozofie byli atomisté (Leukippos z Milétu a Démokritosz Abdér). Myšlení 5. století př. n. l. ovlivnili především Anaxagorás z Klazomen a Díogenés z Apollónie, velmi důležitým spíše myslitelem než filozofem byl Hippokratés. Ale opravdu literární činnost v tomto oboru podnítil až Sókratés, který sice nic nenapsal, ale jeho následovníci sepsali a rozvíjeli nejen jeho názory ale i dialogy s ním. Z těchto jeho pokračovatelů vynikl především Platón a Xenofón. Dalšími literárně činnými sokratiky byli především: Eukleidés z Megar, Glaukón, Kritón, Simmias, Kebés z Théb, Aristippos z Kyrény, Simón, Faidón, Aischinés ze Sfétta a Antisthenés. Obecně bývá filozofický dialog považován za Platónův vynález, nicméně již dříve se v řecké literatuře vyskytly dialogy (Zénón z Eleje a Melissos ze Samu). Na Platóna navázal a dále ho rozvinul jeho žák Aristotelés, který svým učení ovilnil přírodní vědy na dlouhou dobu.

Co se poezie týče, tak ta zůstávala v tomto období spíše v pozadí anebo byla součást dramatu. Epika procházela velmi malým rozvojem, nicméně stala se vlastně součástí věštby, neboť většina věštíren začala používat hexametr a právě u nich můžeme hovořit o specifickém literárním útvaru - orfické poezii jejíž počátky bývají kladeny do 6. století př. n. l.. Z epiků mimo orfickou poezii se prosadili především Panyasis z Halikarnassu, který napsal Hérakleu. Dále pak Choirilos ze Samu a Antimachos z Kolofónu. Žádný z nich nedosáhl významu prvních epiků. Z této doby pochází i řada podvrhů, které měly vyvolat dojem, že je napsal někdo z legendárních pěvců, nejčastěji Orfeus. Nejslavnější z nich se stal Onomakritos z Athén. Dále pak několik pythagorejců např. Hérodikos z Perintha. Zajímavá je i tvorba Epimenidése z Kréty, který kromě podvrhů psal i vlastní tvorbu. V tomto období však původní (Homérova a Hésiodova) epika získala řadu kritiků a jejich pohled na náboženské otázky byl postupně stále více odmítán. Kritika se zaměřila především na příliš lidské vlastnosti bohů, což vedlo k řadě filozofických básní, které jejich tvorbu buď parodovaly nebo s ní polemizovaly (Xenofanés, Parmenidés, Empedoklés).
Lyrická poezie také ztratila na významu, ale přece jen se dále vyvíjela a udržela si stálou popularitu. Nejvýznamnějšími lyriky tohoto období byl Simónidés z Keu, Pindaros a Bakchylidés. Sborová poezie se odrazila především v lyricko-epické tvorbě Stésichora z Himery, který do sborového zpěvu zapojil hérójské mýty. Milostnou poezii psal Ibykos z Rhégia. Dalšími lyriky tohoto období byli Lasos z Hermiony, Timokreón z Rhodu, Tynnichos z Chalkidy. Ve 4. století př. n. l. nastal velký úpadek lyriky a ta byla takřka zcela nahrazena lyrickým dramatem, kde hudba získala navrch nad obsahem a tím se postupně vytratil literární význam.
V melické poezii vynikl Myrtis, Korinna a Praxilla ze Sikyóna.

### Alexandrijské období
Toto období je zpravidla vymezuje dvěma velkými událostmi, první je smrt Alexandra Makedonského (323 př. n. l.) a druhou je bitva u Actia (31 př. n. l.), kde poslední helénistická říše ztratila svoji samostatnost a helenistický svět tak zcela ovládla Římská říše.
V předchozím období byly politicky i kulturně dominantní Athény, nicméně jejich postavení se koncem předchozího období změnilo nejen politicky, ale i kulturně. Po roce 323 př. n. l. se rozpadla Makedonská říše na několik částí a tím vznikla nová kulturní centra (např. Alexandrie, Antiochie atp.). Tato centra se pak stala novými zástupci řecké kultury, do té se tak dostaly nové impulsy díky nimž byl překonán nastalý úpadek. Díky tomu, že se řečtina (resp. starořečtina) rozšířila a stala i mimo Řecko, hovoříme o helénismu. Tím se řečtina stala jakýmsi jazykem vzdělanců a řecky psaná literatura se odtrhla od prostých lidí a byla určena pouze vzdělancům, což byla proti předchozím obdobím radikální změna.
Největším centrem nejen literatury, ale i celé kultury se stala Alexandrie. Právě díky tomu, že Alexandrie prakticky určovala literární tón tohoto období jmenuje se toto období alexandrijské. Velkým a významným krokem k učinění Alexandrie centrem vzdělanosti, bylo založení alexandrijské knihovny, kterou založil Ptolemaios I. Sótér, ale otevřel ji až jeho nástupce Filadelfos, který ji doplnil músaionem. Počet svazků, který v ní měl být umístěn je velmi vysoký, po smrti Filadelfa (247 př. n. l.) měl být kolem čtyř set tisíc, koncem tohoto období se mělo jednat o více než sedm set tisíc svazků. Kromě této knihovny existovala i řada knihoven v ostatních městech, ale ty zdaleka nedosahovaly významu alexandrijské knihovny. V těchto knihovnách byla sepsána řada seznamů (pinakes) spisovatelů, děl atp. Díla v knihovnách byla tříděna podle logického klíče.
Objevily se některé nové prozaické žánry a některé staré zanikly, právě v této době se objevují první dějiny umění, literatury atp. Dále se velký důraz kladl na matematická, lékařská, atp. díla. Dále se zájem soustředil na gramatiku a filologii. Mimo tato díla byla, zejména v Alexandrii, vydána řada kritických děl, které byly komentovány nejen z hlediska věcného, ale i z hlediska slohového. Tato vydání jsou nesmírně cenná, neboť z nich lze usuzovat na kvalitu neznámých děl, protože při komentování docházelo k řadě srovnání.
Změna přístupu se nejvíce odrazila na rétorice, kde zcela zmizela politická a soudní rétorika a objevuje se tzv. rétorika školská.
Poezie prošla obrovskou změnou, v tomto období je poezie psána prakticky jen pro čtenáře, čímž ztratila kontakt s obyvatelstvem. Kontakt s lidmi si udržela pouze atická (tzv. nová) komedie. Těmto změnám byla logicky přizpůsobena nejen témata, ale i styl psaní, který se často obrací k vědě. V poezii se řada dříve populárních oblastí dostala mimo hlavní proud, nebo zanikly zcela. Nejpolárnějším útvarem poezie se stala elegie, dále pak epigram, hymnus a satira.
Hrdinský epos (Apollónios z Rhodu, Rhianos z Kréty a Euforión) a historický (Archias) epos byly v tomto období prakticky vytěsněny z literárního zájmu. Zájem v této oblasti byl soustředěn pouze na didaktický epos, kde se mohl odrazit i zájem o vědu, který byl u tehdejších básníků velmi populární. To je dobře patrné např. na astronomickém eposu Fainomena, jehož autorem je Aratos. Dalšími autory didaktických eposů byly Nikandros z Kolofóna (jehož Heteroiumena byla vzorem k Ovidiovým Proměnám). Zrovna tak dílo Neoptolema z Paria se odrazilo v tvorbě Horatia. Dalšími významnými tvůrci byli Eratosthenés z Kyrény a Apollodóros z Athén.
Alexandrijská elegie byla prakticky nejpopulárnějším odvětvím poezie této doby a jako taková ovlivnila i římskou literaturu. Nejznámějším se stal autor milostných elegií Filétas z Kosu a Hermesianax z Kolofóna. Zajímavá je i tvorba Kallimacha z Kyrény.
Svoji popularitu si udržely i hymny, kde vynikl především Kallimachos a Kastorión, dále pak Hermoklés a Isyllos. Zajímavostí je vznik dvou paian na Apollóna, které mají nad textem noty.
Mezi nejpopulárnější literární útvary se v tomto období zařadil epigram, tomuto literárnímu žánru se věnovalo značné množství spisovatelů např. Asklépiadés ze Samu, Simmias z Rhodu, Poseidippos, Anyté z Tegey, Leónidas z Tarentu. Koncem tohoto období udělal básník Meleagros z Gadar výběr nejlepších epigramů.
Novým a velmi úspěšným proudem v poezii se stala tzv. bukolická poezie, jejímž zakladatelem je Theokritos. Jedná se o jedinou poezii tohoto období, která vychází z řecké tradice a zabývá se problémy obyčejných lidí. V tomto typu poezie pokračoval ještě Moschos ze Syrakús a Bión ze Smyrny.
Drama bylo v tomto období také na okraji zájmu, ačkoli i zde se našla řada kvalitních děl a známých autorů. Přesto lze tvrdit, že i zde nastal odklon od psaní pro široké vrstvy a některá dramata nebyla určena pro divadlo, ale pouze pro čtení. I v této oblasti Athény přepustily svůj vliv Alexandrii, kde byla populárnější tragédie a tvořili zde nejlepší autoři této doby: Alexandros Aitólos, Lykofrón, Sósifanés, Sósitheos a Filiskos. Jistou zvláštností byla tragédie Exagógé (tzn. vyvedení Židů z Egypta) od Ezekiéla.
Komedie si v Athénách jako jediný literární žánr podržela návaznost na předchozí období a byla vlastně nejvýznamnějším prvkem na půdě Řecka, přesto byla komedie víceméně mimo zájem tehdejších vzdělanců. Tato komedie sice obsahuje dřívější rysy jako útoky, ale soustředí se především na milostné příhody (Filémón, Difilos a zvláště Menandros, Machón ze Sikyóna).
Z poezie o níž se zajímaly širší vrstvy lidí se ještě udržel mimos (Héróndas, Theokritos). V Tarentu a jeho okolí se objevil nový lidový žánr - fraška. Jako první je psal Rhinthon z Tarenta
Poměrně významná byla satira a parodie (Sótadés z Kréty), satira se nejčastěji objevovala v dramatech ale nejednalo se o politickou satiru, ale o satiru namířenou proti filozofické, básnické či jiné literární skupině (Timón z Fleiuntu, Kratés z Théb). Parodie byly zaměřeny stejně jako satira, navíc vznikaly parodie, které i pomocí satiry, parodovaly velké hostiny (Archestratos z Gely).
Historická próza byla také velmi populární, ale byla psána bez hlubších znalostí problematiky a lze tvrdit, že si nepodržela svoji dřívější kvalitu, nejčastějším problémem těchto děl je, že autor nepopisuje realitu, ale snaží se ukázat svoje znalosti z jiných oborů. Prakticky jediný kvalitnější spisovatel tohoto období byl Polybios. Historicky cenné jsou ještě paměti vojevůdců a státníků (Ptolemaiovci). Zajímavé byly i královské deníky (efémerides), redigované Eumenem a Diodotem. Vzhledem k tomu, že tato doba byla historicky velmi zajímavá, je třeba se zabývat i méně spolehlivými díly, přesto většina historicky cennějších děl vznikla mimo Alexandrii: Hieronymos z Kardie sepsal dějiny diadochů. Dále se prosadil Duris ze Samu, Timaios z Tauromenia na něm je zajímavé, že zavedl chronologii pomocí olympiád, což je velmi praktické. V letech 264 – 263 př. n. l. (attický archont Diognétos) vznikla mramorová Kronika parská, která je velmi důležitým pramenem pro chronologii dějin. Zajímavý je nový proud historie, kde se historici zabývají jednotlivými městy, tyto historické knihy lze obecně považovat za spolehlivější: Fylarchos, Neanthés z Kyzika, Aratos ze Sikyona. Neřeckými dějinami se také zabývala celá řada autorů Béróssos (Babylón), Manethón (Egypt), Menandros z Efesu (féničané), Dioklés (založení Říma), Theofanés z Mytilény, Timagenés z Alexandrie. V polovině 1. století př. n. l. tvořil Diodóros Sicilský, jehož tvorba byla sice zcela nekritická, ale relativně populární. Také mimo Řecko vznikala řecky psaná historická díla např. annály Římanů této doby jsou psány řecky.
Byla sepsána i řada geografických děl různé spolehlivosti, z těchto děl se jich zachovalo velmi málo. Ví se, že Nearchos sepsal Paraplus, kde popsal svoji plavbu do Persie a Indie, Androsthenés z Thasu měl popsat arabské pobřeží a Patroklés Kaspické moře, důležitým autorem byl Pýtheás z Massalie, který popsal plavbu do Británie. Zachoval se pouze popis pobřeží Evropy, Asie a Libye, jehož autrem by mohl být Skylaks z Kariandy, ale zachoval se pouze opis. Do řečtiny byl i přeložen Hannónův popis plavby kolem západního pobřeží Afriky. Dalšími významnými geografy byly Timosthenés z Rhodu, Agatharchidés z Knidu, Skymnos z Chia. V tomto období vznikla i tzv. matematická geografie, jejím zakladatelem byl zakladatele Eratosthenés z Kyrény, dále se jí zabýval Aristarchos ze Samu a Hipparchos z Nikaie. Do geografie lze řadit i tzv. periégétickou literaturu, která se zabývala popisem jednotlivých míst a tvořila tak jakéhosi předchůdce průvodců (Polemón z Troady, Kallixenos z Rhodu).
Mytologií se zabýval především Euhémeros, který je zakladatelem racionálního výkladu mýtů. Dále pak Dionýsios Skytobrachión, ale tento obor nebyl příliš populární a spíše se na tyto problémy snažilo hledět z hlediska filozofie.
Ve filozofii si Athény podržely vůdčí roli a k již existující Akadémie a Lyceia vznikla škola stoická (Zénón z Kitia), a epikurská.
Filozofie tohoto období opouští spekulace a snaží se moralizovat, nicméně literární aktivita filozofů výrazně poklesla, někteří filozofové nebyli vůbec literárně činní (Pyrrhón z Élidy, Karneadés z Kyrény). Nejaktivnějším filozofem tohoto období byl Theofrastos a Chrýsippos ze Soloi. Dalšími významnými autory byly Kleitomachos, Epikúros a Filodém Gadarský.
Gramatika se v tomto období dostala do středu zájmu a stala se prakticky hlavní prozaickou literaturou. Tehdejší výklad slova gramatika byl lehce odlišný od toho jak je toto slovo vykládáno dnes, tehdy to znamenalo prostě výklad díla a to nejen po stránce mluvnické, ale i po stránce věcné. Cíl těchto gramatiků byl pochopit klasické spisy. Později na základě těchto prací budovali mluvnici a psali řadu děl o literárních dějinách. Hlavní tvorba byla v Alexandrii a Pergamu Za prvního grammatika je považován alexandrijský knihovník Zénodotos z Efesu, který poprvé vydal kritické vydání Homéra.
Gramatici se relativně často potkávali s filozofií, proto zde byli aktivní i filozofové. Na jejich dílech je hodně patrné z jaké filozofické školy pocházeli a mluvnice se jim tak často stávala prostředkem k doložení své pravdy. Tento trend je nejvíce patrný u stoiků (Chrýsippos ze Soloi, Antipatros z Tarsu), kteří se rádi zabývali logikou. Jejich hlavním přínosem bylo stanovení některých pravidel pro řeč (syntax). Nejaktivnější v tomto směru byli peripatétikové Hérakleidés Pontský, Chamailéon, Dikaiarchos, Aristoxenos.
Nejslavnějším gramatikem (resp. kritikem) byl Aristofanés z Byzance a Aristarchos ze Samothráky, jehož tvorba je považována za vrchol alexandrijské kritiky. Jeho žák Dionýsios Thrax sepsal mluvnici řečtiny, která je nejstarší dochovanou řeckou mluvnicí. Díla alexandrijské kritiky zůstala zachována díky výborům, které udělal Didymos Chalkenteros, při svém působení v Římě.
V tomto období vznikla celá řada odborných a vědeckých prací. Bylo zpracováno několik opravdu stěžejních prací, které ovlivnily poznání na dlouhou dobu. Největší význam měl pokrok učiněný v matematice, neboť právě v tomto období sepsal Eukleidés svoje dílo Stoicheia, což je třináct knih základů geometrie, dále pak sepsal Dedomena, což je úvod do geometrické analýzy. Apollónios z Pergy sepsal známé dílo Kónica kuželosečkách. Dalším významným matematikem této doby byl Archimédés, který se kromě matematiky zabýval i mechanikou. Hipparchos z Nikaie, zakladatel trigonometrie, se mimo matematiku zabýval i astronomií, která byla velmi populární a psal o ní i Aristarchos ze Samu. Obrovský pokrok byl učiněn a popsán i v mechanice, která byla využívána ve vojenství (Ktésibios z Alexandrie, Hérón z Alexandrie). Vojenstvím se zabýval Filón Byzantský, Athénaios, ale i Asklépiodotos.
Dále vznikla řada vědeckých studií o lékařství (Hérofilos, Erasistratos, Archagathos a Asklepiadés z Prusy).
Zajímavostí je vznik celé zemědělské literatury, kde Kassios Dionysios napsal velmi rozsáhlou encyklopedii.

### Římské období
Bitva u Actia (31 př. n. l.) měla za následek dobytí posledních zbytků helénistického světa Římem. Následky toho se projevily i v literatuře, neboť se zcela změnily nejen podmínky, ale i styl myšlení společnosti. Za konec nejen tohoto období, ale i celé starořecké literatury je označován rok 529, kdy v Athénách došlo k zavření poslední filozofické školy.
Na tuto literaturu navazuje byzantská literatura, na kterou ale má dominantní vliv křesťanství.
Toto období lze rozdělit na dvě části, které tvoří v literatuře poměrně výrazný předěl a to na část do přijetí křesťanství (323) a po jeho přijetí.

#### Do Konstantina (313)
Po bitvě u Actia (31 př. n. l.) došlo v helénistické literatuře k obrovské literární krizi. Tato krize začala již na konci minulého období, ale tato bitva pouze uzavřela dobytí helénistického světa Římem (samotné Řecko se římskou provincií stalo již v r. 146 př. n. l.). Krize v literatuře byla způsobena jednak, často nuceným, odchodem nejlepších mozků do Říma. A jednak hlubokou společenskou krizí, která byla způsobena obrovskými změnami, které vyvolala římská nadvláda a které vedly ke změněné organizace státní správy a tím i celého společenského života. Dalším faktorem byl nedostatek peněz. To vedlo k tomu, že dřívější kulturní centra ztratila svůj význam.
Lze tvrdit, že za vlády císaře Augusta (27 př. n. l. – 14) a prvních císařů řecká literatura prakticky neexistuje. Situace se začala postupně lepšit až koncem 1. století. Opravdové zlepšení situace nastalo až za vlády Marka Aurelia (161 – 180), který psal řecky.
Literatura v 1. století obsahuje minimum významnějších osobností. Prakticky lze říci, že se literatura omezuje na prózu, kde byla populární encyklopedická tvorba. Mimo to si jistou popularitu udržela i gramatická tvorba (kritika). Tato tvorba však nedosahovala kvalit předchozího období a je na ní patrné, že vzniká těžce. Rétorika se omezila pouze na školy, nejznámějším řeckým řečníkem této doby je Dionýsios z Halikarnassu, který působil v Římě. V poezii se udržely pouze epigramy a mimos (Filistión).
Koncem 1. století začala řecká literatura postupně ožívat a to především díky filozofii sofistů, kteří se vrátili především k mravní filozofii, což mělo na helénistický svět pozitivní dopad. Ačkoli brzy se kromě sofistů rozvinula řada dalších škol, zdá se, že impuls k opětovnému rozvoji přišel od nich. Filozofická próza byla mezi vzdělanci nejpopulárnějším literárním žánrem, přesto lze říci, že díky síle římské literatury a latiny se nepodařilo navázat na předchozí období a vytvořit díla trvalejší hodnoty.
Na konci 1. století působil sofista Dión Chrýsostomos (Zlatoústý), který je také známý svou mravní filozofií. Představitelé sofistů jako byli Plútarchos, Publius Aelius Aristides, Filostratos starší a Filostratos mladší, Héródés Attikos, Athénaios z Naukratidy byli často spíše řečníky. Svojí morální filozofií sice přispěli k pozvednutí řecké literatury, ale jejich morální zásady často nevyznívají opravdově a tak sofisté často již ve své době působili nepřesvědčivě. Sofistik Ailiános Klaudios sepsal dílo o povaze zvířat, kde se setkáme se základní charakteristikou zvířat, tak jak si je lidé představují (lev je statečný atp.). Další zajímavostí je dílo zabývající se výkladem snů od Artemidóra. Mezi sofisty bývá řazen i Lúkianos ze Samosaty, který byl spíše satirik.
Kromě sofistů došlo k obnovení pythagorejské školy. Pythagorejci udělali řadu falzifikátů, které měly působit dojmem, že je napsaly dřívější zakladatelé této školy, nejslavnějšími se staly Zlaté verše (Carmen aureum).
Peripatetikové (Alexandr Afrodisijský) se zabývali především výkladem Aristotela. Moralistickou filozofii zastávali také stoikové, jejichž nejvýznamnějšími představiteli byli Epiktétos a Marcus Aurelius, dále pak Lucius Annaeus Cornutus, Musonius Rufus. V oblasti náboženské filozofie se prosadil Filón z Lárissy, jehož spisy jsou příbuzné s pozdějším novoplatónismem, k jehož prosazení došlo ve 3. století díky jeho zakladateli, kterým byl Plótínos. Jeho učení sepsal Porfyrios z Tyru (Enneady). V této době se již začalo více prosazovat i křesťanství, proto mezi novoplatoniky a křesťany docházelo k častým polemikám. Díky silné vazbě na mysticismus (Iamblichos z Chalkidy) se postupně novoplatónské učení dostalo do stavu, kdy nebylo schopno dále oslovovat lidi.
Také historická tvorba pomalu začala ožívat, v prvním století především v tvorbě Strabóna a Flavia Josepha. S historickou tvorbou tohoto období je spojena i encyklopedická činnost, vznikla řada encyklopedických nebo kompilačních děl. Nejvýznamnější byla historická encyklopedie jejímž autorem je Nikolaos z Damašku, dále pak díla Juby II. Velký ohlas mělo i dílo Arriána z Nikomédie a Cassia Dia, který psal o dějinách římské říše. Římské dějiny let 165 – 255 sepsal Héródianos.
V gramatice se prosadili zejména Theón ze Smyrny  a Apión. Zde také docházelo pouze k rozvíjení poznatků z předchozího období, než ke vzniku stěžejních děl. Mluvnici zpracovali Apollónios Dyskolos a Hérodianos. Metriku Héfaistión a Aristides Quintilianus, interpunkcí se zabýval Nikanór.
Po krizi z prvního století se začala postupně zlepšovat i situace v řečnictví, ačkoli původního významu již rétorika nikdy nedosáhla. Přesto existovaly dvě řecké školy, které měly značný význam - škola na Rhodu a v Pergamu. Rétorika se zabývala především řečnickými cvičení v mnoha rétorických druzích tzv. progymnasmata (Theón). Dalším oblíbeným tématem byly figury a tropy (Hérodianos). Významným řečníkem, který výrazně ovlivnil toto období byl Hégésias z Magnesie, který je zakladatelem asijského slohu. Nejznámějšími řeckými řečníky této doby byli Hermogenés z Tarsu, Kassios Longinos, Dionysios z Halikarnasu, Kaikilios z Kalakty, Apollonius Molón a Apollodóros z Pergamu.
Z odborné literatury je důležitá tvorba Klaudia Ptolemaia z Alexandrie, který se věnoval matematice, astronomii a geografii. Z matematiků se ještě proslavili Menelaos z Alexandrie, Serénos, Kleomédés, Nikómachos z Gerasy a Theón ze Smyrny.
Vojenskou tematikou se zabýval Apollodór z Damašku a Ailianos, který psal o taktice.
V lékařství se proslavil především Galénos. Zakladatelem lékárnické literatury se stal Pedanius Dioskoridés, který psal mj. i o lécích. Dalšími spisovately v tomto oboru byli Xenokratés, Sóranos, Aretaios.
V této době vzniklo několik poměrně rozsáhlých průvodců, nejznámější je hexametrem psaný Průvodce po zemi od Dionysia Periégétea. Dalším slavným průvodcem je Průvodce po Helladě, jehož autorem je Pausaniás.
Krize v poezii byla výraznější a kromě epigramů a nomu se prosadily pouze didaktické básně. Existovala řada básnických děl o geografii, lékařské, astrologii atp. Nejznámějšími básníky jsou Oppianos z Kilikie a Babrios. Zajímavostí jsou zachovalé hymny i s notami (Mesomédes).
V tomto období se objevila i křesťanská literatura, která vycházela z helénismu. První díla neměla s helénistickou či řeckou literaturou kromě jazyka nic společného. Tato díla se zabývala pouze snahou rozšířit a stabilizovat křesťanství. V tomto období došlo nejen k sepsání Nového zákona ale i k řadě apokryfních spisů. Dále se zachovala řada dopisů prvních biskupů, které jsou pro historiky poměrně cenné, neboť dokládají existenci některých lidí. Výjimečné je pouze Hermovo dílo Pastýř. V průběhu 2. století se přes apologety dostala řecká (resp. helénistická) a křesťanská literatura do kontaktu. Tito lidé byli helénismem poměrně silně ovlivněni; přestože jejich díla patří spíše do odborné literatury a jejich literární cena je nevelká, je na nich vliv helénismu patrný (Quadratus, Justin Mučedník, Aristeides z Athén, Tacián ze Sýrie, Athenagoras z Athén, Irenej z Lyonu (Eirénaios), Theofilos z Antiochie). Ve 3. století se Tuiorovou tvorbou otevřela v řečtině tvorba církevním učitelům jako byl Órigenés a Hippolytos.

#### Od Konstantina (313) do Justiniána (529)
Toto období začíná vládou Konstantina, respektive přijetím ediktu milánského, který přijal křesťanství a končí Justiniánem I., který nechal zavřít Athénské školy.
Přenesení hlavního města Římské říše do Konstantinopole řecké literatuře velmi prospělo, protože se vytvořilo mocenské centrum v oblasti, kde měla helénistická kultura kořeny a vliv daleko větší než tomu bylo v Římě. Tím opět stoupl význam řečtiny (resp. starořečtiny). Postupně tak vzniklo několik center, kde řecký jazyk a helénistická vzdělanost hrála důležitou roli, kromě Konstantinopole to byly především Athény a Alexandrie. V Alexandrii však v r. 391 došlo ke zničení alexandrijské knihovny z čehož se Alexandrie nikdy nevzpamatovala.
Zároveň však s úpadkem místních "pohanských" kultů a šířením kosmopolitního křesťanství helénistická kultura již neměla dost sil na intelektuální souboj s nově se rozvíjejícím hnutím. Ačkoli někteří císařové podporovali rozvoj vědy a literatury v řečtině, zpravidla již nešlo o klasickou literaturu antického Řecka, ale o křesťanskou literaturu psanou v řečtině. Za Theodosia (408 – 450 došlo k prvnímu pronásledování a persekucím příznivců helénismu. V této době tedy v řecké literatuře převládá literatura křesťanská a helénistická literatura již nemá sílu vzdorovat jeho nástupu .
V poezii se vedle tradičního epigramu opět prosadil epos a v něm především Quintus ze Smyrny, jehož epos Posthomerica navazuje na Homéra. Dalším významným epikem byl Nonnos z Panopole, na jehož tvorbu navázala škola epiků (Kolluthos, Músáios). Velmi populární zůstaly epigramy; i když se tento žánr poněkud vyčerpal, nejvýznamnější je patrně výbor, který udělal v 6. století Agathias z Myriny.
V tomto období vznikla sbírka Orfik, což jsou básně z různých období, nalezneme zde epos Argonautika, báseň Lithika a 88 hymnů. Hymny psal ještě novoplatonik Proklos. Vznikla také řada věšteb a tzv. sibylských proroctví (sibyllina), které se řadí do této literatury, ačkoli jejich autoři jsou zpravidla alexandrijští židé nebo křesťané. Dále se objevily tzv. věštby Zarathuštrovy. Křesťan Apollinaris z Laodiceje sepsal parafrázi žalmů v hexametrech.
I na próze je patrné, že helénismus již nemá myšlenky a sílu na další prosazení. Nejvýznamnější byla filozofická literatura, zde si nejdůležitější postavení udrželi sofisté (Libanios z Antiochie, Themistios, Himerios, Proklos a císař Julianus Apostata) nicméně v jejich díle se často objevují myšlenky jejich předchůdců, řeči jsou prakticky pouze školní nebo k situacím každodenního života (svatební řeči, atp.). Kromě těchto témat sofisté začali psát romány, nejčastěji se jednalo buď o milostná nebo dobrodružná témata. Nejznámější byl pravděpodobně román Milésiaka, jehož autorem je Aristeides z Miléta. Tento román se nedochoval. Nejstarší zachovaný román napsal Xenofón z Efesu (Efesiaka). Dále se prosadili Antonios Diogenés, Iamblichos z Chalkidy, Héliodóros z Emessy, Achilleus Tatios, Longos a Charitón. Za vlády Ptolemaiovců vytvořil Pseudo-Kallisthenés (podle Kallisthena, kterému bylo dílo připisováno) základ bájného vyprávění o Alexandru Velikém. Toto fiktivní vyprávění bylo jako Alexandreis (Alexandreida) velmi populární i ve středověku a bylo přeloženo i do češtiny. Podobného rázu je dílo Palladiovo.
Z ostatních nekřesťanských filozofií měl větší význam pouze novoplatonismus, jehož nejvýznamnějšími představiteli byli Proklos a Salutius. V Alexandrii vznikla podivná směs filozofie, mysticismu, novoplatónismu, řady mytologií a mnoha dalších prvků. K tomuto směru se často obracejí mystikové, kteří předpokládají, že je v těchto dílech ukryto Tajemství. Ostatní filozofové se omezili na výklady dřívějších filozofů, především Platóna a Aristotela.
Historická próza se v této době dostala do stadia, kdy vznikaly pouze kroniky, nejznámější sepsali Porfyrios, Eunapios ze Sard v jeho dále pak pokračoval Olympiodóros, Zósimos a Ióannés Lydos. Většina těchto kronik se zabývala římskými dějinami a jejich styl je často ovlivněn autorovou příslušností k nějaké filozofické škole; jejich spolehlivost je spíše nižší.
V gramatice docházelo pouze k vytváření výtahů a kompilací ze starších děl. Nejvýznamnější tvorba spadala do lexikografie (Ammónios). Právě tato díla ovlivnila středověkou evropskou tvorbu (Etymologicum magnum). Na konci tohoto období vznikla řada antologií, sbírek citátů a částí ze starších autorů a děl. Nejdůležitější se stal patrně Plútarchos a Ióannés Stobaios a jeho dílo Anthologiae. Silná popularita takovéto literatury signalizuje pokles původní tvořivosti.
S úpadkem zájmu o matematiku a vědy pomalu mizí také vědecká literatura, jejíž poslední starověké centrum bylo v Alexandrii (Diofantos z Alexandrie, Pappos z Alexandrie, Theón a Hypatia).
Od 6. století je zřejmé, že helénistická literatura končí a že hlavní roli v dalším evropském vývoji bude hrát literatura křesťanská, kde se objevuje řada nových myšlenek, ale i snaha po literární úrovni a kvalitě. Právě tyto věci do ní přinesli lidé, kteří evidentně měli vzdělání ve starší řecké a římské literatuře. Ve 3. a 4. století se postupně prosadili křesťanští řečníci , například Athanasios z Alexandrie. Dalšími křesťanskými mysliteli a spisovateli, ovlivněnými helénistickou literaturou, byli mj. Basileios Veliký, Řehoř z Nazianzu, Řehoř z Nyssy; také řečník Jan Zlatoústý (Chrysostomos) z Antiochie či Apollinaris z Laodiceje čerpali z řecké vzdělanosti. Mnozí další řecky nejen psali, ale i s některými staršími díly polemizovali (Eusebius z Vercelli). Řecky psali také první církevní historikové, ovlivnění helenismem (Hegesippos, Hippolytus, Eusebios z Kaisareie).